# Station Welshpool
Welshpool is een spoorwegstation van National Rail in Powys in Wales. Het station is eigendom van Network Rail en wordt beheerd door Transport for Wales.